# Europejski Urząd ds. Pracy
Europejski Urząd ds. Pracy – uruchomiona w 2019 zdecentralizowana agencja Unii Europejskiej powołana, według deklaracji twórców, w celu zapewnienia sprawiedliwego, prostego oraz skutecznego egzekwowania unijnych przepisów dotyczących mobilności pracowników.

## Geneza i historia
Zamiar powołania urzędu ogłosił Jean-Claude Juncker w orędziu o stanie Unii Europejskiej, które przedstawił w siedzibie Parlamentu Europejskiego 13 września 2017. Powołanie agencji jest konsekwencją filaru praw socjalnych Unii proklamowanego na Szczycie Społecznym na rzecz Sprawiedliwego Zatrudnienia i Wzrostu Gospodarczego w Göteborgu 17 listopada 2017. Utworzenie urzędu uzupełnia prowadzone przez Unię prace dla osiągnięcia celów zawartych w wytycznych politycznych Nowy początek dla Europy w związku z priorytetem czwartym dotyczącym pogłębionego i bardziej sprawiedliwego rynku wewnętrznego opartego na wzmocnionej bazie przemysłowej. Stworzenie urzędu jest też spójne z realizacją strategicznego celu jednolitego rynku cyfrowego (unowocześnienie administracji publicznej, osiągnięcie interoperacyjności transgranicznej, usprawnienie interakcji społecznej z osobami fizycznymi). Komisja Europejska przeprowadziła między listopadem 2017 a styczniem 2018 internetowe konsultacje publiczne w tej sprawie.
Agencja przeniosła swoją oficjalną siedzibę z Brukseli do Bratysławy 1 września 2021, a 16 października 2021 podpisała umowę w sprawie siedziby ze Słowacją. Inauguracja siedziby odbyła się 9 listopada 2021 w obecności komisarza Nikolasa Schmita, premiera Słowacji Eduarda Hegera i ministra pracy Słowacji.

## Struktura
Przewiduje się, że do 2024 agencja osiągnie roczny budżet w wysokości 50 mln euro i będzie zatrudniać 140 pracowników. Kierowany przez zarząd, do którego wchodzi jeden przedstawiciel wysokiej rangi każdego państwa członkowskiego i dwóch przedstawicieli Komisji Europejskiej (wszyscy z prawem głosu). Specjalna grupa zrzesza przedstawicieli partnerów społecznych mających funkcję doradczą. Urzędem zarządzał jest dyrektor wykonawczy. Siedzibą agencji jest Bratysława.

## Zadania
Urząd będzie miał za zadanie rozstrzyganie sporów transgranicznych w sprawach przedsiębiorstw działających w różnych państwach unijnych. Planuje się, że będzie stanowił uzupełnienie i usprawnienie realizacji inicjatyw na rzecz tzw. sprawiedliwej mobilności, m.in. reformy dyrektywy o delegowaniu pracowników (głównie w obszarze transportu). Miałby też współtworzyć modernizację przepisów unijnych w zakresie koordynacji systemów zabezpieczenia społecznego. Główne problemy, które rozwiązywać miałby urząd to m.in.: brak wsparcia i doradztwa dla firm i osób w sytuacjach transgranicznych, niewystarczająca zdolność organów krajowych do organizowania współpracy transgranicznej z innymi organami, nieskuteczne mechanizmy egzekwowania prawa w zakresie działań transgranicznych i brak mechanizmu mediacji transgranicznej. Urząd dostarczać ma obywatelom i przedsiębiorcom informacji o miejscach pracy, przygotowaniu zawodowym, programach mobilnościowych, rekrutacjach, szkoleniach, jak również uświadamiać o prawach i obowiązkach związanych z zamieszkaniem i pracą w Unii Europejskiej. W drodze prowadzonych działań urząd ma się przyczynić do zapewnienia pracownikom i obywatelom unijnym prawa do równego traktowania, zatrudnienia i zabezpieczenia społecznego w sytuacjach transgranicznych.
Urząd połączy zarówno techniczne, jak i operacyjne zadania istniejących już agencji unijnych, takich jak Komitet Techniczny ds. Swobodnego Przepływu Pracowników, Komitet Ekspertów ds. Delegowania Pracowników, europejską platformę współpracy w zakresie przeciwdziałania pracy nierejestrowanej, czy Urząd Koordynacji w ramach europejskiej sieci służb zatrudnienia.

## Reakcje
Działalność urzędu może, zdaniem polskich przedsiębiorców, przyczynić się do utrudnienia m.in. polskim firmom delegowania pracowników, a inicjatywa jego utworzenia może stanowić realne zagrożenie dla przedsiębiorców z Polski, będących europejskimi liderami w świadczeniu usług transgranicznych. Polski rząd, uwzględniając powyższe zastrzeżenia środowisk biznesowych, krytycznie ocenił projektowane kompetencje urzędu. Zastrzeżenia zgłosił m.in. polski wiceminister rodziny i pracy Stanisław Szwed, obawiając się, że będzie to kolejny instrument, który może zostać zastosowany przeciw polskim pracodawcom i pracownikom, a jego kompetencje są niejasno nakreślone. Europosłanka Elżbieta Łukacijewska stwierdziła, że nie chciałaby, by urząd stał się pretekstem do promowania przez posłów z Europy Zachodniej protekcjonizmu i ograniczania konkurencji na swoich rynkach.